# Lista de clubes de futebol filiados na AF Porto
Esta lista contém os clubes afiliados na Associação de Futebol do Porto, ordenados pelo concelho em que se situam, por ordem alfabética.

## Amarante
- Advanced Training Sport Clube
- Amarante Futebol Clube
- Atlético Clube Vila Meã
- Associação Desportiva Freixo de Cima
- Grupo Desportivo Cultural Vila Caiz
- Lomba Sport Clube Amarante
- Sport Clube Salvadorense

## Baião
- Associação Cultural Recreativa Cruz do Douro
- Associação Desportiva de Ancêde
- Associação Desportiva de Baião
- Futebol Clube Frende

## Felgueiras
- Associação Desportiva de Airães
- Associação Desportiva Várzea Futebol Clube
- Centro Recreativo Popular Povoação Barrosas
- Futebol Clube Felgueiras 1932
- Futebol Clube Lagares
- Futebol Clube Lixa
- Grupo Desportivo de Moure
- União Desportiva Torrados

## Gondomar
- Clube Atlético Rio Tinto
- Clube Desportivo São Pedro da Cova 1937
- Clube Recreativo Ataense
- Clube Recreativo Zebreirense
- Estrelas Futebol Clube de Fânzeres
- Gens Sport Clube
- Gondomar Sport Clube
- Melres Desporto e Cultura
- Sport Clube Montezelo
- Sport Clube Rio Tinto
- União Desportiva Sousense

## Lousada
- Aparecida Futebol Clube
- Associação Desportiva de Lousada
- Associação Desportiva e Cultural de Lodares
- Associação Desportiva de Lustosa
- Associação Desportiva e Recreativa de Aveleda
- Associação Os Pienses Arte Cultura e Recreio
- Associação Recreativa Desportiva Macieira
- Associação de Solidariedade Social de Nevogilde
- Caíde de Rei Sport Clube
- Centro Cultural Recreativo Desportivo «Águias de Figueiras»
- Futebol Clube de Nespereira
- Futebol Clube Romariz
- União Cultural e Recreativa de Boim
- União Desportiva de Lagoas

## Maia
- Associação Clube Milheirós
- Associação Desportiva Recreativa de Parada
- Associação Desportiva Escola Futebol 115
- Associação Desportiva e Recreativa de São Pedro Fins
- Associação Recreativa Desportiva Cultural Gondim-Maia
- Associação Recreativa Os Restauradores do Brás-Oleiro
- Associação Solidariedade Social Amanhã Criança
- Clube Académico Pedras Rubras
- Clube Desportivo Colégio Novo da Maia
- Centro Social Recreativo e Cultural São Pedro Avioso
- Desportivo de Barca Futebol Clube
- Folgosa da Maia Futebol Clube
- Futebol Clube Maia Lidador
- Futebol Clube Pedras Rubras
- Grupo Desportivo Águas Santas
- Inter Milheirós Futebol Clube
- Mocidade Sangemil Atlético Clube
- Pedrouços Atlético Clube
- Sport Clube Castêlo da Maia
- União Nogueirense Futebol Clube

## Marco de Canaveses
- Associação Desportiva Constance
- Associação Desportiva de Marco de Canaveses 09
- Associação Recreativa e Cultural São Lourenço do Douro
- Associação Recreativa Tuías
- Futebol Clube Alpendorada
- Futebol Clube do Marco
- Futebol Clube Paços de Gaiolo
- Futebol Clube Vila Boa do Bispo
- Futebol Clube Vila Boa de Quires
- Grupo Desportivo Livração

## Matosinhos
- Associação Desportiva Unidos Paiço
- Custóias Futebol Clube
- Desportivo de Leça do Balio
- Futebol Clube Infesta
- Futebol Clube Perafita
- GAAD - Academia Topfut
- Geração Benfica Matosinhos
- Grupo Desportivo Aldeia Nova
- Leça Futebol Clube
- Leixões Sport Club
- Lusitanos Futebol Clube Santa Cruz
- Padroense Futebol Clube
- Sport Clube Senhora da Hora
- União Desportiva Lavrense

## Paços de Ferreira
- Associação Desportiva e Cultural de Frazão
- Associação Desportiva e Cultural de Penamaior
- Associação Juventude Movimento Lamoso
- Citânia de Sanfins Futebol Clube
- Clube Cultural e Recreativo de Raimonda
- Clube Desportivo Águias de Eiriz
- Clube Desportivo e Cultural Codessos
- Clube Desportivo Leões Seroa
- Clube Recreativo e Cultural 1º de Maio de Figueiró
- Futebol Clube Paços de Ferreira
- Grupo Desportivo e Cultural Ferreira
- Sport Clube de Freamunde

## Paredes
- Aliados Futebol Clube de Lordelo
- Aliança Futebol Clube de Gandra
- Centro Cultural e Desportivo de Sobrosa
- Clube de Futebol de Vandoma
- Futebol Clube Cête
- Futebol Clube Parada
- Imperial Sport Clube Sobreirense
- Rebordosa Atlético Clube
- Sport Clube Nun'Alvares
- União Sport Clube de Baltar
- União Sport Clube Paredes

## Penafiel
- Atlético Clube Croca
- Associação Cultural e Desportiva Futebol Clube Calçada de Oldrões
- Associação Desportiva Cultural Recreativa de Eja
- Associação Desportiva e Cultural O Amador
- Associação Desportiva de Penafiel
- Associação Para o Desenvolvimento Sebolido
- Associação Recreativa Novelense
- Centro Cultural Recreativo Desportivo São Vicente de Irivo
- Clube Desportivo e Cultural de São Salvador de Castelões
- Futebol Clube Águias Santa Marta
- Futebol Clube de Boelhe
- Futebol Clube Paço Sousa
- Futebol Clube Penafiel
- Futebol Clube Termas São Vicente 2020
- Futebol Recreativo Cabeça Santa
- Grupo Desportivo Casa do Gaiato
- Grupo Recreativo e Desportivo de Rans
- Rio Mau Futebol Clube
- Sport Club Rio de Moinhos
- Sporting Clube de Lagares
- União Desportiva Abragonense
- União Desportiva Estrelas Rio Mau

## Porto
- Associação Desportiva e Recreativa Pasteleira
- Associação Juvenil Escola Futebol Hernâni Gonçalves
- Boavista Futebol Clube
- Clube Desportivo Portugal
- Clube Marechal Gomes Costa
- Desportivo Operário Fonte Moura
- Dragon Force Football Club
- Futebol Clube Foz
- Futebol Clube do Porto
- Racing Clube de Portugal
- Ramaldense Futebol Clube
- Sport Club do Porto
- Sport Clube Salgueiros 08
- Sporting Clube Cruz
- Sporting Clube São Vítor

## Póvoa de Varzim
- Associação Desportiva e Cultural de Balazar
- Centro Social Bonitos Amorim
- Varzim Sport Club

## Santo Tirso
- Associação Moradores Complexo Habitacional de Ringe
- Associação Recreativa Cultural de Areias
- Associação Recreativa de São Martinho
- Clube Desportivo das Aves
- Futebol Clube Tirsense
- Futebol Clube Vilarinho
- Monte Cordova Futebol Clube
- União Desportiva de Roriz

## Trofa
- Atlético Clube Bougadense
- Clube Desportivo Trofense
- Futebol Clube São Romão

## Valongo
- Atlético Clube Alfenense
- Clube Desportivo Sobrado
- Ermesinde Sport Clube 1936
- Grupo Dramático e Recreativo da Retorta
- Núcleo Desportivo do Colégio de Ermesinde
- Sporting Clube Campo
- União Desportiva Valonguense 1937

## Vila do Conde
- Associação Desportiva Labruge
- Associação Escola Futebol Macieira Maia
- Rio Ave Futebol Clube
- Sport Clube Vilar do Pinheiro

## Vila Nova de Gaia
- Águias Sport de Gaia
- Associação Académica Madalena
- Atlético Clube de Rechousa
- Associação Desportiva de Grijó
- Atlético Clube de Gervide
- Associação Desportiva Newteam 2011
- Associação Desportiva Veteranos de Gulpilhares
- Associação Recreativa de Francelos
- Associação Trezentos e Sessenta
- Associação Vermelhinhos V.N. Gaia
- Canelas Gaia Futebol Clube
- Clube Desportivo do Candal
- Clube Desportivo Panther Force
- Clube Desportivo do Torrão
- Clube de Futebol de Oliveira do Douro
- Clube Futebol de Perosinho
- Clube Futebol São Félix da Marinha
- Clube Futebol de Serzedo
- Clube União Desportiva Leverense
- Escola Academia Sporting VNGaia - Talentifenomeno
- Futebol Clube Avintes
- Futebol Clube Crestuma
- Futebol Clube de Gaia
- Futebol Clube de Pedroso
- Gulpilhares Futebol Clube
- Sport Clube Canidelo
- Sport Clube Os Dragões Sandinenses
- Sporting Clube Arcozelo
- Sporting Clube Coimbrões
- Valadares Gaia Futebol Clube
- Vila Futebol Clube
- Vilanovense Futebol Clube

1. ↑  «Clubes - AFPorto». 30 de maio de 2021. Consultado em 16 de abril de 2025